# Дана Гилеспи
Дана Гилеспи (на английски: Dana Gillespie) (всъщност Риченда Антоанета дьо Винтерщайн Гилеспи; родена на 30 март 1949 г. в Лондон) е английска актриса и певица.

## Биография
Тя е дъщеря на Ханс Хенри Винтерщайн Гилеспи (1910 – 1994), немско-австрийски рентгенолог в Лондон и син на Ханс Винтерщайн, и неговата британска съпруга Ан Франсис Роден Бъкстън (1920 – 2007). Нейната по-голяма сестра, Никола Хенриета Сейнт Джон Гилеспи, е родена през 1946 г.
Гилеспи е актриса в различни филми и е продуцирала над 50 албума в различни музикални стилове през цялата си кариера. През 1974 г. тя издава Кавър версия на Andy Warhol на Дейвид Бауи като сингъл. В придружаващия повлиян от глем рок албум Weren't Born a Man, Боуи продуцира и две песни: Dizzy Heights и Mother, Don't Be Frightened.  
Тя има най-големия си хит през 1983 г. със сингъла Move Your Body Close to Me, който достига номер три в австрийските класации. През това време тя също е била член на австрийската Mojo Blues Band и е водеща на световно музикално шоу по радио Blue Danube в продължение на няколко години.
Сега Гилеспи пее и продуцира в жанра блус и буги-вуги, но също и под псевдонима Трети човек с музика в индийски стил на санскрит. Тя създава програмата за ежегодния Mustique Blues Festival.
През 2024 г. тя участва в предварителния кръг в Сан Марино за конкурса за песен на Евровизия 2024 с генерираното от AI заглавие The Last Polar Bear. Тя стига до седмо място.